# Nyikolaj Afanaszjevics Krjucskov
Nyikolaj Afanaszjevics Krjucskov (oroszul: Николай Афанасьевич Крючков; Moszkva, 1910. december 24. – Moszkva, 1994. április 13.) orosz szovjet színész. A szovjet filmek leggyakrabban szereplő és legnépszerűbb színészeinek egyike volt.

## Pályája
Moszkvai munkáscsaládban született, 1930-ig maga is gyári munkásként dolgozott. Először egy műkedvelő színjátszókör tagjaként állt színpadon. 1928-tól a moszkvai Munkásfiatalok Színházában lépett fel és tanult színészmesterséget, közben eltartotta a családot, dolgozott.
Borisz Barnet rendező fedezte fel a film számára. Az egyik előadáson figyelt fel rá és szerepet ajánlott neki a készülő Határvidékben, majd központi szerepet a két évvel később forgatott vígjátékában. Mindkét filmben egyik partnere a szintén pályakezdő Jelena Kuzmina volt, aki később bemutatta Mihail Romm rendezőnek. Romm a Sivatagi tizenhármakban fontos szerepet bízott rá, de utóbb visszavette tőle, mert Krjucskov a forgatásokon illuminált állapotban jelent meg. Még fiatal munkásként szokott rá az ivásra, és bár ez a szenvedélye későbbi forgatásokon is gondot okozott, mégis egyre több filmrendező kereste meg ajánlatával, amiket általában nem utasított vissza. Ivan Pirjev Traktoristák című zenés vígjátékának (1939) főszerepében kirobbanó sikert aratott. A seregtől leszerelt harckocsizó egy ukrajnai kolhoz traktoristája lesz, ahol természetesen elnyeri szíve választottja, a kiválóan dolgozó traktoristalány kezét (Marina Ladinyina alakítása).
Krjucskov az 1930-as és 1940-es években a szovjet nézők kedvenc férfi színésze volt. A rendezők azért is kedvelték, mert gyorsan beleélte magát bármilyen szituációba. Könnyed fesztelenséggel játszotta végig korának idealizált, megingásoktól és mélyebb lelki problémáktól többnyire mentes hőseit: határőrt (Mandzsu bestiák), sztahanovista bányászt (Szeptemberi éjszaka), pilótát (Cseremis, a hős testvére), tankos-kolhozistát (Traktoristák), vagy Konsztantyin Szimonov kanonizált művei filmváltozatainak alakjait (Legény a talpán, A haza nevében).
Az 1950-es évektől történelmi tárgyú művekben is feltűnt, de többnyire háborús, polgárháborús filmek állandó szereplője volt (Viharban nőttek fel, A negyvenegyedik, A halhatatlan garnizon, Ballada a katonáról). Az 1960-as és 1970-es évek kortárs témájú produkcióiban már megállapodott, bölcsebb, az elmúlt tragédiákra veteránként visszaemlékező figurákat keltett életre, nem ritkán főszereplőként. A mi házunk címében a háborúban eltűnt, de talán életben maradt fiát kutató idős bányászt alakít. Kimondottan neki írták a Városlakók moszkvai taxisofőrjének, az egykori frontkatonának hálás szerepét. Érett művészetét elmélyült, lélektanilag pontos ábrázolás jellemzi. Háború utáni pályafutásának legjobb munkái között említik a fiatalon elhunyt rendező, Vlagyimir Szkujbin két filmjében (Meghasonlás, Bírósági ügy), valamint Joszif Hejfic A Rumjancev-ügy és Georgij Danyelija Őszi maraton című filmjében nyújtott alakításait.

### Érdekességek
Az 1960-as években már a szovjet film élő legendájának számított, a belföldi filmfesztiválokon gyakran volt zsűritag, a szovjet filmművész küldöttségek résztvevőjeként többször külföldre látogathatott.
A veszélyesebb jelenetek forgatásán általában dublőrök nélkül dolgozott. Harmonikázott, énekelt, lovagolt, traktor vezetett, jeges vízbe merült, egyszer a repülőgép szárnyára is felugrott, több alkalommal kezét vagy lábát törte. A Front forgatásakor befeküdt az előre elkészített gödörbe, amely fölött az "ellenséges" tank valóban áthaladt.

## Magánéletéből
Négyszer házasodott meg, három házasságából egy-egy gyermeke született. Az első házasságából Borisz; a másodikból kisebbik fia, Nyikolaj.  Harmadik feleségét kevéssel az esküvő után szeme láttára gázolta halálra egy autó. Ötvenévesen ismerkedett meg a nála 20 évvel fiatalabb rendezőasszisztenssel, Ligyija Nyikolajevnával, aki végig társa maradt. Ebből a házasságából született lánya, Elvira.

## Filmjei
- 1932 – Horizont (Горизонт) – (R. Lev Kulesov)
- 1933 – Határvidék (Окраина) – (R. Borisz Barnet)
- 1933 – Egyedi eset (Частный случай) – (R. Ilja Trauberg
- 1935 – Szeretet és gyűlölet (Любовь и ненависть) – (R. Albert Gendelstejn)
- 1935 – A kék tenger partján (У самого синего моря) – (R. Borisz Barnet)
- 1937 – Makszim visszatérése – Makszim-trilógia, 2. rész. (Возвращение Максима)  – (R. Grigorij Kozincev, Leonyid Trauberg)
- 1937 – A szovjet hazáért (За Советскую Родину)
- 1937 – …  (Глюкауф)
- 1937 – Cseremis, a hős testvére (Черемыш, брат героя)
- 1937 – Két parancsnok  (Два командира)
- 1937 – Arany tajga (Тайга золотая)
- 1938 – Viborgi városrész – Makszim-trilógia, 3. rész. (Выборгская сторона) – (R. Georgij Kozincev, Leonyid Trauberg)
- 1938 – Komszomolszk (Комсомольск) – (R. Szergej Geraszimov)
- 1938 – Mandzsu bestiák  (На границе) – (R. Alekszandr Ivanov)
- 1938 – A puskás ember (Человек с ружьём) – (R. Szergej Jutkevics)
- 1939 – Traktoristák [Boldog ifjúság] (Трактористы) – (R. Ivan Pirjev)
- 1939 – A kormány tagja (Член правительства) – (R. Alekszandr Zarhi, Joszif Hejfic)
- 1939 – Távoli falu (Станица Дальняя) – (R. Jevgenyij Cservjakov)
- 1939 – Scsorsz (Щорс) – (R. Alekszandr Dovzsenko)
- 1939 – Nagy élet (Большая жизнь) – (R. Leonyid Lukov)
- 1939 – Szeptemberi éjszaka ( Ночь в сентябре) – (R. Borisz Barnet)
- 1940 – Szverdlov (Яков Свердлов) – (R. Szergej Jutkevics)
- 1941 – Az ellenség háta mögött (В тылу врага)
- 1941 – A pásztor csókja (Свинарка и пастух) – (R. Ivan Pirjev)
- 1941 – Szalavat Julajev (Салават Юлаев) – (R. Jakov Protazanov)
- 1942 – Antosa Ribkin (rövid játékfilm) (Антоша Рыбкин) – (R. Konsztantyin Jugyin)
- 1942 – Győzhetetlen brigád (Котовский) – (R. Alekszandr Fajncimmer)
- 1942 – Legény a talpán (Парень из нашего города) – (Konsztantyin Szimonov művéből. R. Alekszandr Sztolper, Borisz Ivanov)
- 1943 – A haza nevében (Во имя Родины) – (Konsztantyin Szimonov Orosz emberek című színművéből. R. Dmitrij Vasziljev, Vszevolod Pudovkin)
- 1943 – Front (Фронт) – (R. Georgij Vasziljev, Szergej Vasziljev)
- 1944 – Szevasztopol hősei (Малахов курган) – (R. Alekszandr Zarhi, Joszif Hejfic)
- 1945 – Égi szekér (Небесный тихоход)
- 1947 – Fény Oroszország felett (Свет над Россией)
- 1948 – Három találkozás (Три встречи) – (R. Alekszandr Ptusko)
- 1949 – Csillag (Звезда) – (R. Alekszandr Ivanov)
- 1949 – A sztálingrádi csata 1–2. (Сталинградская битва) – (R. Vlagyimir Petrov)
- 1949 – Az M. 22–12-es autó (Счастливый рейс)
- 1950 – Baku tüzei (Огни Баку) – (R. Alekszandr Zarhi, Joszif Hejfic)
- 1950 – Boldog nyár (Щедрое лето) – (R. Borisz Barnet)
- 1951 – Sportbecsület (Спортивная честь) – (R. Vlagyimir M. Petrov)
- 1952 – Makszimka (Максимка)
- 1953 – A boldogság madara (Садко) – (R. Alekszandr Ptusko)
- 1954 – Fagyos tenger (Море студёное) – (R. Jurij Jegorov)
- 1954 – Viharban nőttek fel (Тревожная молодость) – (R. Alekszandr Alov, Vlagyimir Naumov)
- 1954 – Modern kalózok («Богатырь» идет в Марто)
- 1955 – A Rumjancev-ügy (Дело Румянцева) – R. Joszif Hejfic)
- 1956 – A halhatatlan garnizon (Бессмертный гарнизон) – (R. Zahar Agranyenko, Eduard Tissze)
- 1956 – A negyvenegyedik (Сорок первый) – (R. Grigorij Csuhraj)
- 1956 – A költő (Поэт) – (R. Borisz Barnet)
- 1957 – Mindennél drágább (Всего дороже)
- 1957 – Csodálatos vasárnap (Удивительное воскресенье)
- 1957 – Leningrádi szimfónia (Ленинградская симфония) – (R. Zahar Agranyenko)
- 1958 – Tengerészrevü  (Матрос с «Кометы»)
- 1958 – Kémek a Tiszánál (Над Тиссой)
- 1958 – Apáink ifjúsága (Юность наших отцов) – (Alekszandr Fagyejev Tizenkilencen című regénye alapján. R. Mihail Kalik, Borisz Ricarev)
- 1959 – Ballada a katonáról (Баллада о солдате) – (R. Grigorij Csuhraj)
- 1959 – Meghasonlás (Жестокость) – (R. Vlagyimir Szkujbin)
- 1959 – Májusi emlékek (Майские звёзды)
- 1959 – 1961 – Új barázdát szánt az eke – Feltört ugar (Поднятая целина) – (Mihail Solohov regénye alapján. R. Alekszandr Ivanov)
- 1960 – Haza (Домой)
- 1960 – Jasa Toporkov (Яша Топорков)
- 1961 – Aljonka (Алёнка) – (R. Borisz Barnet)
- 1961 – Leányévek (Годы девичьи)
- 1962 – Huszárkisasszony (Гусарская баллада) – (R. Eldar Rjazanov)
- 1962 – Bírósági ügy (Суд) – (R. Vlagyimir Szkujbin)
- 1962 – A kapron háló (Капроновые сети)
- 1963 – Nagy Fitil (Большой фитиль) – (A „Fitil” nevű szatirikus tv-híradó nyolc filmnovellája)
- 1964 – Balzaminov házassága (Женитьба Бальзаминова)
- 1964 – Volt egyszer egy öregember (Жили-были старик со старухой) – (R. Grigorij Csuhraj)
- 1964 – A boldogság napja (День счастья) – (R. Joszif Hejfic)
- 1964 – Muhtár, hozzám! (Ко мне, Мухтар! )
- 1965 – Komeszk (rövid játékfilm) (Комэск)
- 1965 – Kérem a panaszkönyvet (Дайте жалобную книгу) – (R. Eldar Rjazanov)
- 1966 – Vékony jégen 1–2. (По тонкому льду) – (R. Damir Vjatyics-Berezsnih)
- 1966 – A nagybácsi álma (Дядюшкин сон) – (Dosztojevszkij elbeszélése alapján)
- 1967 – Fészkek (tv-film) (Гнезда) – (R. Szemjon Tumanov)
- 1967 – Vera doktornő (Доктор Вера) – (Borisz Polevoj azonos című kisregényének filmváltozata. R. Damir Vjatyics-Berezsnih)
- 1968 – Távol nyugaton (Далеко на западе) – (R. Alekszandr Fajncimmer)
- 1968 – Angyalok napja [Névnap] (День ангела) – (R. Sztanyiszlav Govoruhin)
- 1968 – Bajtársak voltak (Служили два товарища)
- 1969 – Az arany (Золото) – (Borisz Polevoj azonos című kisregényének filmváltozata. R. Damir Vjatyics-Berezsnih)
- 1971 – Tengerész jellem (Морской характер)
- 1971 – A távirat (Телеграмма) – (R.  Rolan Bikov)
- 1971 – A mozdonyvezető (Большие перегоны)
- 1973 – A házatok címe (Адрес вашего дома) – (A kijevi Dovzsenko Filmstúdió filmje)
- 1975 – Amikor beköszönt szeptember (Когда наступает сентябрь) – (R. Edmond Keoszajan)
- 1975 – Városlakók (Горожане) – (R. Vlagyimir Rogovoj)
- 1976 – Mínusz hetvenkét fok (Семьдесят два градуса ниже нуля)
- 1977 – Néha emlékezz! (Ты иногда вспоминай)
- 1978 – Barátom, Ványa bácsi (Мой друг дядя Ваня)
- 1978 – Bársonyos ősz (Бархатный сезон) – (Szovjet–svájci film)
- 1979 – Őszi maraton (Осенний марафон) – (R. Georgij Danyelija)
- 1982 – ??? (Без году неделя)
- 1983 – Különösen fontos feladat (Особо важное задание)
- 1983 – Női tangó (Дамское танго)
- 1985 – A moszkvai csata (Битва за Москву) – (R. Jurij Ozerov)
- 1986 – Hiszek a szeretetben (Верую в любовь)
- 1986 – A Mercedes utasa (Досье человека в «Мерседесе»)
- 1987 – Az első találkozás, az utolsó találkozás (Первая встреча, последняя встреча)
- 1989 – Sztálingrád 1–2. (Сталинград) – (R. Jurij Ozerov)
- 1991 – Rettegett Iván cár (Царь Иван Грозный)
- 1993 – A halál angyalai (Ангелы смерти) – (A Sztálingrád [1989] rövidebbre szerkesztett változata. R. Jurij Ozerov)
- 1993 – Az évszázad tragédiája (Трагедия века)  – (Tv-sorozat a II. világháborúról. R. Jurij Ozerov)